# Leiocolea turbinata
Leiocolea turbinata là một loài rêu tản trong họ Jungermanniaceae. Loài này được (Raddi) H. Buch miêu tả khoa học lần đầu tiên năm 1938.